# Maria Anna de Borbó
Maria Anna de Borbó   (Palau Reial de Portici, 3 de juliol de 1754 - Palau Reial de Portici, 11 de maig de 1755) va ser una princesa de Nàpols i de Sicília, morta en la infància.
Va néixer al Palau Reial de Portici, el 3 de juliol de 1754. Va ser l'onzena filla del rei Carles VII de Nàpols i V de Sicília –futur rei d'Espanya– i de la seva muller, la princesa Maria Amàlia de Saxònia.
Maria Anna va ostentar el títol de princesa de Nàpols, però no va ser infanta d'Espanya perquè va morir abans que el seu pare accedís al tron espanyol i tampoc hi havia encara tradició de donar el títol als nets dels reis.
La princesa va morir abans de complir un any, l'11 de maig de 1755. Les seves restes van ser enterrades al túmul que el seu pare va fer construir a l'església de Santa Clara de Nàpols, una obra de l'arquitecte Fernando Puga.